# Bernd Bransch
Bernd Bransch (24. září 1944 Halle – 11. června 2022) byl východoněmecký fotbalista, obránce, reprezentant Východního Německa (NDR). V letech 1968 a 1974 byl vyhlášen východoněmeckým fotbalistou roku. Zemřel 11. června 2022 ve věku 77 let na ischemickou chorobu srdeční.

## Fotbalová kariéra
Ve východoněmecké oberlize hrál za Chemii Halle a FC Carl Zeiss Jena, nastoupil ve 316 ligových utkáních a dal 43 gólů. S FC Carl Zeiss Jena vyhrál v roce 1974 východoněmecký fotbalový pohár. V Poháru UEFA nastoupil v 5 utkáních a dal 2 góly. Za reprezentaci Východního Německa (NDR) nastoupil v letech 1967–1976 v 64 utkáních a dal 3 gólů. Byl kapitánem týmu na Mistrovství světa ve fotbale 1974, nastoupil ve všech 6 utkáních. V roce 1972 byl členem bronzového týmu na LOH 1972 v Mnichově, nastoupil v 7 utkáních. V roce 1976 byl členem vítězného týmu za LOH 1976 v Montréalu, nastoupil ve finálovém utkání proti Polsku.

## Ligová bilance
| Ročník           | Zápasy | Góly | Klub               |
| ---------------- | ------ | ---- | ------------------ |
| I. liga 1963/64  | 22     | 4    | Chemie Halle       |
| II. liga 1964/65 | 26     | 19   | Chemie Halle       |
| I. liga 1965/66  | 25     | 1    | Chemie Halle       |
| I. liga 1966/67  | 25     | 4    | Chemie Halle       |
| I. liga 1967/68  | 26     | 6    | Chemie Halle       |
| I. liga 1968/69  | 25     | 4    | Chemie Halle       |
| I. liga 1969/70  | 25     | 4    | Chemie Halle       |
| I. liga 1970/71  | 25     | 5    | Chemie Halle       |
| I. liga 1971/72  | 26     | 4    | Chemie Halle       |
| I. liga 1972/73  | 24     | 6    | Chemie Halle       |
| I. liga 1973/74  | 25     | 1    | FC Carl Zeiss Jena |
| I. liga 1974/75  | 16     | 1    | Chemie Halle       |
| I. liga 1975/76  | 26     | 2    | Chemie Halle       |
| I. liga 1976/77  | 26     | 1    | Chemie Halle       |
| CELKEM I. liga   | 316    | 43   |                    |